# Distretto di Yangikurgan
Il distretto di Yangikurgan (usbeco Yangiqo`rg`on) è uno degli 11 distretti della Regione di Namangan, in Uzbekistan. Il capoluogo è Yangikurgan.